# Alstroemeria timida
Alstroemeria timida är en alströmeriaväxtart som beskrevs av Pierfelice Ravenna. Alstroemeria timida ingår i släktet alströmerior, och familjen alströmeriaväxter. Inga underarter finns listade i Catalogue of Life.